# Roberto Palacios
Roberto Carlos Palacios Mestas (Lima, 28 dicembre 1972) è un ex calciatore peruviano.